# Стржалковский, Владимир Игоревич
Владимир Игоревич Стржалковский (род. 29 мая 1954 года, Ленинград) — российский управленец и государственный деятель.

## Биография
Родился 29 мая 1954 года в Ленинграде.
Происходит из дворянского рода Подольской губернии польского происхождения — Стржалковских (Strzalkowski).
С 1971 по 1977 — студент Ленинградского электротехнического института, окончил по специальности — инженер-математик.
С 1977 по 1980 — инженер Научно-исследовательского института командных приборов в Ленинграде.
В детстве занимался фигурным катанием, хоккеем, ходил в секцию бокса, ездил в спортивные лагеря. В подростковом возрасте болел за «Зенит», но ходил на матчи ленинградского «Динамо».
Действительный государственный советник РФ 1-го класса (классный чин присвоен Указом Президента РФ от 24 сентября 2007 г.).

## Семья
Женат, есть дочь- Ванда Стржалковская и сын - Евгений Стржалковский, который является соучредителем двух лечебных клиник, специализирующихся на оказании медицинских услуг населению. Также является вице-президентом правления и учредителем некоммерческой организации военно-исторической реконструкции «Доблесть веков».

## Карьера
- C 1980 по 1991 — сотрудник Управления КГБ СССР по Ленинградской области[5], в 1990 году переведён в действующий резерв КГБ.
- С ноября 1991 года по 1999 год — генеральный директор туристической компании ЗАО «Фирма „Нева“»[5], Санкт-Петербург.
- С 25 ноября 1999 года — заместитель министра РФ по физической культуре, спорту и туризму.
- С 1999 года — заместитель председателя Государственного комитета РФ по физкультуре и туризму.
- С 17 июля 2000 года — заместитель министра экономического развития и торговли РФ.
- С 19 ноября 2004 года по 4 августа 2008 года — руководитель Федерального агентства по туризму.
- С августа 2008 по декабрь 2012 года — генеральный директор, председатель правления ОАО «ГМК „Норильский никель“»[5][6].
- С 7 декабря 2000 года — заместитель председателя комиссии Правительства РФ по вопросам потребительского рынка.
- С 1 октября 2002 года — член МВК по упорядочению въезда и пребывания на территории РФ иностранных граждан и лиц без гражданства.
- С 24 марта 2008 года — член Совета, член Президиума Совета при Президенте РФ по развитию физической культуры и спорта, спорта высших достижений, подготовке и проведению XXII Олимпийских зимних игр и XI Паралимпийских зимних игр 2014 года в Сочи.
- До конца мая 2015 года являлся Членом Совета, вице-президентом Совета директоров Банка Кипра. Банк поглотил своего ближайшего конкурента, Cyprus Popular Bank, а вклады были конвертированы в акции[7][8].
- 8 сентября 2016 года избран председателем ВФСО «Динамо».

## Работа вФедеральном агентстве по туризму
Деятельность Стржалковского была сосредоточена на организации специализированных выставок, которые способствовали продвижению туристического потенциала страны и поддержке перспективных проектов. Формировались единые российские экспозиции на выставках за рубежом. Совместно с ТПП РФ разработаны и приняты правовые акты, ставшие основой законодательства о туристской деятельности. Внесены изменения и дополнения в федеральные законы, регламентирующие туристическую деятельность, развитие особых экономических зон, работу музейного фонда. Особое внимание уделялось подготовке квалифицированных отраслевых кадров.

## Работа вОАО «ГМК „Норильский никель“»
Назначение состоялось на фоне конфликта акционеров «Норникеля» Владимира Потанина и Михаила Прохорова, и Олега Дерипаски.
В 2011 году отчитался Председателю Правительства РФ Владимиру Путину о получении чистой прибыли за 2010 год – 5 млрд долларов США, выручка компании выросла на 90%.
В 2012 году конфликт акционеров разрешился примирением сторон, после чего Стржалковский покинул «Норникель». При расторжении контракта получил крупнейшую известную в РФ компенсацию от совета директоров в размере 100 млн долларов США.

## Работа вВФСО "Динамо"
Назначение Стржалковского председателем в 2016 году произошло после письма президенту от руководителей силовых ведомств, недовольных работой организации при прежнем руководителе - экс-главе пограничной службы Владимире Проничеве.
Решение финансовых вопросов с привлечением спонсоров и выплатой кредитов, оставшихся от прошлого руководства общества.
Под руководством Стржалковского была решена проблема долгов общества, которая могла привести к банкротству и закрытию ФК «Динамо».
Инициировал расследование деятельности предыдущего руководства клуба, например, по факту заключения мирового соглашения между футбольным клубом "Динамо" и французским полузащитником Янном М'Вила.
Выступил за оптимизацию расходов и развитие ХК «Динамо», а также за взвешенный подход в ротации кадров.

## Награды
- Орден Дружбы (22.3.2004)
- Императорский орден Святой Анны 1 степени (Российский императорский дом, 29.5.2009)[20][21]